# Élie Semoun
Pour les articles homonymes, voir Élie (homonymie).
Élie Semoun, né le 16 octobre 1963 à Paris, est un humoriste, acteur, scénariste, réalisateur et chanteur français.
Il se fait d'abord connaître en 1992 avec Dieudonné, le duo comique Élie et Dieudonné, qui rencontre le succès. Après la fin du duo, il poursuit une carrière en solo, aussi bien sur les planches qu'à l'écran.
Après de nombreux seconds rôles dans des comédies populaires – dont Les Trois Frères (1995) et Neuilly sa mère ! (2009), il tente de se hisser comme tête d'affiche. Il y parvient avec la série de films Ducobu.
Également comédien de doublage, il prête sa voix au personnage de Sid le paresseux pour la version française de la franchise d'animation américaine L'Âge de glace (2002-2022). Depuis 2014, il interprète le légionnaire Cubitus dans les films d'animation Astérix scénarisés et réalisés par Alexandre Astier.
Par ailleurs, il a sorti trois albums en tant qu'auteur et chanteur.

## Biographie

### Famille et jeunesse
Élie Semhoun naît à Paris le 16 octobre 1963 dans une famille juive séfarade immigrée du Maroc et d'Algérie. Son père, Paul Semhoun, est originaire de la ville marocaine de Taza. Sa mère, Denise Malka, originaire de Tlemcen en Algérie, est professeure de français ; elle meurt d'une hépatite à 37 ans, alors qu’Élie est âgé de onze ans. Aîné de la fratrie, il a un frère cadet, Laurent (24 octobre 1964 - 3 avril 2002), mort du sida en 2002 à 37 ans également et une sœur, Anne-Judith, responsable marketing. Il est le cousin issu de germains de Patrick Bruel, le grand-père de Patrick (Elie Kammoun) étant le frère de la grand-mère d'Élie (Aisha Benkemoun).
Le 12 septembre 2020, son père Paul Semhoun, atteint de la maladie d'Alzheimer, s’éteint à l’âge de 88 ans. Il tire de cette expérience un documentaire intitulé Mon vieux, racontant le quotidien des aidants.
Sa carrière commence dès l'enfance, avec notamment la série télévisée La Famille Ramdam, des courts métrages et des publicités.

### Formation et débuts
En 1980, à l'âge de dix-sept ans, Élie Semoun a déjà composé deux recueils de poèmes (Le Poèmoir et Plaisantristes) publiés à compte d'auteur et deux pièces de théâtre (La Pièce décousue et La Pièce d'identité).
Attiré par la scène, il s'inscrit aux cours de Jean Darnel au théâtre de l’Atelier et y côtoie Nicolas Briançon, Valeria Bruni Tedeschi et Annie Grégorio. Cette dernière le recommande au metteur en scène Roger Louret, qui l'invite à rejoindre sa troupe Baladins en Agenais en 1982. Il y rencontre Muriel Robin avec qui il joue Les folies amoureuses de Jean-François Regnard en 1983,. À partir de 1988, il apparaît régulièrement dans la série télévisée Vivement lundi ! sur TF1, où il interprète un coursier monté sur rollers.

### Duo comique avec Dieudonné (1990-1997)
La carrière d'humoriste d'Élie Semoun commence en 1990 avec son complice et ami d'adolescence Dieudonné, avec qui il écrit et interprète des sketchs acerbes et audacieux sur des thèmes généralement tabous (le racisme, la misère…) en jouant sur les contrastes qui l'opposent à son partenaire (taille, mais aussi origines, couleur de peau, religion…). Leur premier spectacle se tient en mai 1991 au Berry Zèbre avec une série de sketches s'intitulant Un grand noir et un petit brun puis au théâtre de Dix Heures en juillet, au Café de la Gare en septembre et au Grand Edgar en novembre.
Le duo acquiert une certaine notoriété en 1992 après plusieurs apparitions dans l'émission L'Émission impossible présentée par Arthur, où les deux comiques se font remarquer par leurs sketchs corrosifs, notamment par Pascal Légitimus qui devient leur metteur en scène au Pigall's puis au Splendid Saint-Martin. Ensuite, les succès s'enchaînent au Palais des glaces et au Casino de Paris. Élie et Dieudonné forment alors l'un des duos comiques les plus populaires des années 1990,.
Au cinéma, il tente une expérience isolée avec Dieudonné pour Le Clone (1997).
En 1997, le duo se sépare à la suite de différends artistiques, personnels et financiers. Élie supporte mal la façon dont Dieudonné gère leurs relations avec les médias et se sent gêné par la politisation croissante de son partenaire ; Dieudonné, lui, n'apprécie pas que son compère se tourne vers le cinéma et notamment le fait qu'il s'absente trois mois pour tourner aux États-Unis le film Stringer. Dieudonné gérant les aspects financiers de leur carrière, Élie lui reproche en outre de partager de manière inéquitable les revenus du duo.
Il a entretenu, dans les années suivant sa séparation d'avec Dieudonné, des relations complexes et tendues avec son ancien complice. D'abord brouillés, puis réconciliés, ils se sont à nouveau éloignés à l'occasion des polémiques publiques suscitées par les prises de position politiques de Dieudonné. « Certains évoquaient la reformation de notre duo, mais je dois vous dire que c'est clairement hors de question ! C'est fini… ». En 2012, il déclare que le Dieudonné qu'il a connu et le Dieudonné d'aujourd'hui lui apparaissent comme deux personnes entièrement distinctes, qu'il ne parvient pas à concilier dans son esprit.

### Sketchs, one-man show et musique (1997-2008)
Après avoir quitté Dieudonné, Élie continue avec Les Petites Annonces d'Élie (tout d'abord destinées à être diffusées dans une émission humoristique, en compagnie de Dieudonné, qui ne verra jamais le jour), une série qu'il écrit, réalise et interprète aux côtés de son ami, l'acteur Franck Dubosc. Il assure une nouvelle fois la promotion de ses sketchs grâce à Arthur dans Les Enfants de la télé. Inspirées de véritables petites annonces enregistrées par des quidams dans une camionnette mise à leur disposition, Les Petites Annonces d'Élie font tout de suite mouche grâce au personnage de Cyprien, collectionneur au physique repoussant à la recherche d'une « blonde à forte poitrine ».
Élie Semoun remonte sur les planches avec un one-man-show : Élie et Semoun. En 2003, il sort un album de variétés françaises fortement influencé par la bossa nova, nommé tout simplement Chansons. Début 2005, son spectacle (toujours coécrit avec Franck Dubosc et Muriel Robin) s'intitule : Élie Semoun se prend pour qui ?
Un deuxième album, intitulé Sur le fil, sort en 2007. Le dernier volume en date de ses petites annonces est en vente depuis début novembre 2007. On y trouve de nouvelles vedettes invitées pour l'occasion comme Alexandre Astier ou Bérénice Bejo. Les sketchs sont toujours écrits par Élie Semoun et Franck Dubosc, mais cette fois assistés de l'humoriste Manu Payet.
Il joue pour la dernière fois son spectacle Élie Semoun se prend pour qui ? le 16 juin 2007 dans les arènes de Doué-la-Fontaine lors du Festival d'Anjou.
Dès 2004, il intègre la distribution de la nouvelle série comique de M6: Kaamelott. Il y campe le rôle du répurgateur dans cinq épisodes des premières saisons de la série qui deviendra rapidement culte[réf. nécessaire].
Il présente son spectacle Merki à l'Olympia à Paris, du 8 au 25 octobre 2008, et en tournée dans toute la France, avec « des mondes à faire visiter, des personnages drôles et pathétiques à inventer ou à réinventer ».

### Cinéma et DVD de sketchs (2008-2011)

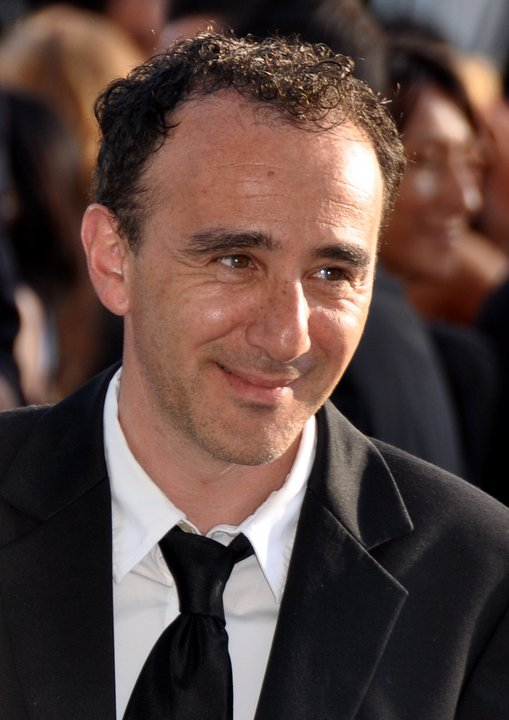
Élie Semoun au Festival de Cannes 2011.

Comme comédien de doublage, il prête sa voix au personnage de Sid le paresseux pour la version française de la franchise d'animation américaine L'Âge de glace (2002-2016). Depuis 2014, il double aussi le légionnaire Cubitus dans les films d'animation Astérix scénarisés et réalisés par Alexandre Astier.
En 2008, Élie Semoun fait de Cyprien, son personnage des Petites Annonces, le héros d'un long-métrage, dont il interprète le rôle principal et co-signe le scénario. Les critiques sont catastrophiques pour cette première tentative en tant que star de son propre film.
Si Cyprien (2009), basé sur l'un de ses sketchs, est un échec, il connait la même année un certain succès grâce à des apparitions dans des films beaucoup plus remarqués - dans le drame choral Bancs publics (Versailles Rive-Droite), réalisé par Bruno Podalydès, et la comédie populaire Neuilly sa mère !, de Gabriel Julien-Laferrière.
En 2010, Élie Semoun participe au DVD de sketchs de Jamel Debbouze, Made in Jamel, et fait partie de la distribution de la comédie romantique La Chance de ma vie, de Nicolas Cuche, avec Virginie Efira dans le rôle principal.
L'année 2011 lui permet de contribuer à un gros succès au cinéma : il prête en effet ses traits à l'irascible instituteur Gustave Latouche dans l'adaptation L'Élève Ducobu, sous la direction de Philippe de Chauveron. Il reprend le rôle pour la suite Les Vacances de Ducobu, sortie dès l'année suivante, qui le confirme comme la véritable vedette du film.

### Stand-up et télévision (2012-2014)
À partir du 10 janvier 2012, il est sur scène avec le spectacle « Tranche de vies » au Trianon (Paris), dans lequel il intercale des passages en stand-up, entre deux sketches. Il défend ce spectacle en tournée dans toute la France. Plusieurs dates seront toutefois annulées par manque de réservations (à Roanne, Mâcon, Aurillac, Mont-de-Marsan).
Dès le 2 décembre 2013, on peut le retrouver dans la première tweet-série télévisée What Ze Teuf diffusée sur D8 et D17 aux côtés de Brahim Asloum, Helena Noguerra, Baptiste Lecaplain, Baptiste Lorber, Mat Bastard, Nora Hamzawi, Zoé Félix, Cartman, Vincent Desagnat, Éric Judor, Arnaud Tsamere et Bruno Solo.
En 2014, il est le présentateur du 52e Gala de l'Union des Artistes sur France 2. La même année, il retrouve les Inconnus au cinéma pour l'attendue suite Les Trois Frères : Le Retour. Il joue cette fois un rôle différent du film original. Si le film déçoit la critique, le comédien peut compter sur l'énorme succès Qu'est-ce qu'on a fait au Bon Dieu ?, de nouveau sous la direction de Philippe de Chauveron. Mais surtout, il reprend au Théâtre des Nouveautés le rôle de François Pignon pour une adaptation de la comédie Le Placard signée par l'auteur, Francis Veber.

### Radio et cinéma (2013-2016)

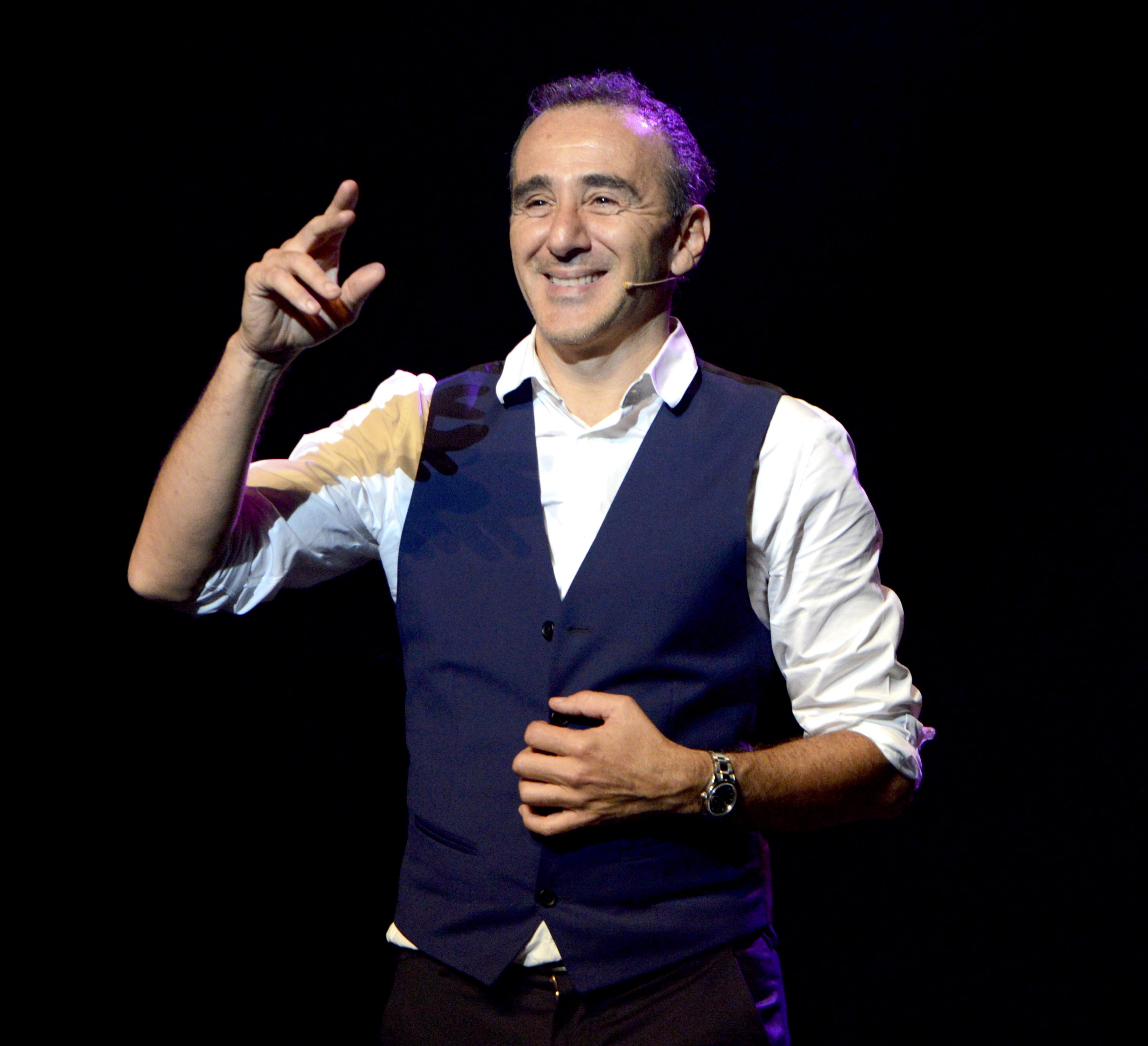
Élie Semoun sur la scène de L.A.R.C., au Creusot en 2016.

Il s'aventure du côté de la radio : après avoir participé à une émission radiophonique de Cyril Hanouna, Les Pieds dans le plat, sur Europe 1, durant la saison 2013/2014, il rejoint deux ans plus tard l'institutionnelle Les Grosses Têtes, dont il devient un nouveau sociétaire, sous la houlette de Laurent Ruquier.
En 2015, il fait partie de la distribution de la comédie populaire Un village presque parfait, de Stéphane Meunier, où il retrouve Didier Bourdon.
À la rentrée 2016, il relance Les petites annonces sur RTL, vingt ans après la création de cette pastille sur Radio Nova avec Dieudonné.

### Cinéma, musique, livre, télévision, spectacle et documentaire (2018-)
En mars 2018, il annonce la mise en chantier d'une seconde suite à L'Élève Ducobu. C'est aussi lui qui signera la mise en scène de ce film qui conclura la trilogie amorcée en 2011. Le 20 juin 2018, il obtient un rôle dans le film Le Doudou, aux côtés de Kad Merad et Malik Bentalha. Le 8 août 2018, il est à l'affiche du film Neuilly sa mère, sa mère !, qui est un succès, avec plus de 2,5 millions de spectateurs,. Le 12 septembre 2018, il est l'une des nombreuses vedettes du film Les Déguns, tiré de la série web éponyme, qui comprend également dans la distribution Chantal Ladesou, Mehdi Sahnoune, Soprano ou encore Cyril Hanouna et Benjamin Castaldi.
Le 28 septembre 2018, il dévoile l'opus Des Paroles en L'Air, qui est acclamé par la critique,,.
Le 4 octobre 2018, il publie le livre Pelouse Interdite, Journal D'Un Amoureux Des Plantes.
Le 5 décembre 2018, il double la voix du personnage de Cubitus dans le film d'animation Astérix : Le Secret de la potion magique, qui est un succès au box office, en récoltant 3 912 883 d'entrées.
Le 15 février 2019, il apparait dans le prime-time audiovisuel Ce Soir, C'Est Palmashow, sur TF1.
Après plus de 200 représentations d'À Partager, il annonce son retour en avril 2019 pour son nouveau spectacle : Elie Semoun et ses Monstres.
Le 5 février 2020, il est à l'affiche de Ducobu 3, dont il est également le réalisateur. Le film est un succès au box office, avec plus de 1 455 342 entrées. Le 9 décembre 2020, il co-réalise le documentaire Mon Vieux, en collaboration avec Marjory Déjardin, qui dévoile les conséquences de la maladie d’Alzheimer de son père et qui est diffusé ce jour-ci sur la chaine LCP. La même année, il est l'une des nombreuses personnalités à intervenir dans le téléfilm à succès I love you coiffure de Muriel Robin, qui est diffusé sur TF1 le 21 décembre 2020.
En 2021, il est à l’affiche du film Les Méchants de Mouloud Achour et Dominique Baumard, qui comprend également en vedettes : Mathieu Kassovitz, Samy Naceri, China Moses, Pierre Palmade, Oxmo Puccino ou encore Alban Ivanov.

### Vie privée
De 1996 à 2002, Élie Semoun est marié à Annie Florence Jeannesson, avec qui il a un fils, Antoine, né en juillet 1995, diagnostiqué autiste Asperger et peintre sous le pseudonyme d'Andy Santori,.
De 2003 à 2008, Élie Semoun vit avec la danseuse Juliette Gernez.
Depuis 2023, le comédien vit avec Aude Fraineau, de trente ans sa cadette, travaillant dans l'audiovisuel, née en 1990, selon le magazine Paris Match. Il annonce sur le plateau de Quotidien qu'ils attendent un enfant.

## Autres activités
Il a sorti trois albums en tant qu'auteur et chanteur.
Il est également depuis plusieurs années apiculteur.
C'est un grand passionné de jardin ce qui le poussera à écrire en 2018 un livre Pelouse interdite ou il parlera de cette passion. Il passera dans l'émission Silence, ça pousse ! et présentera son jardin privé à Stéphane Marie.

## Engagements

### Engagements politiques

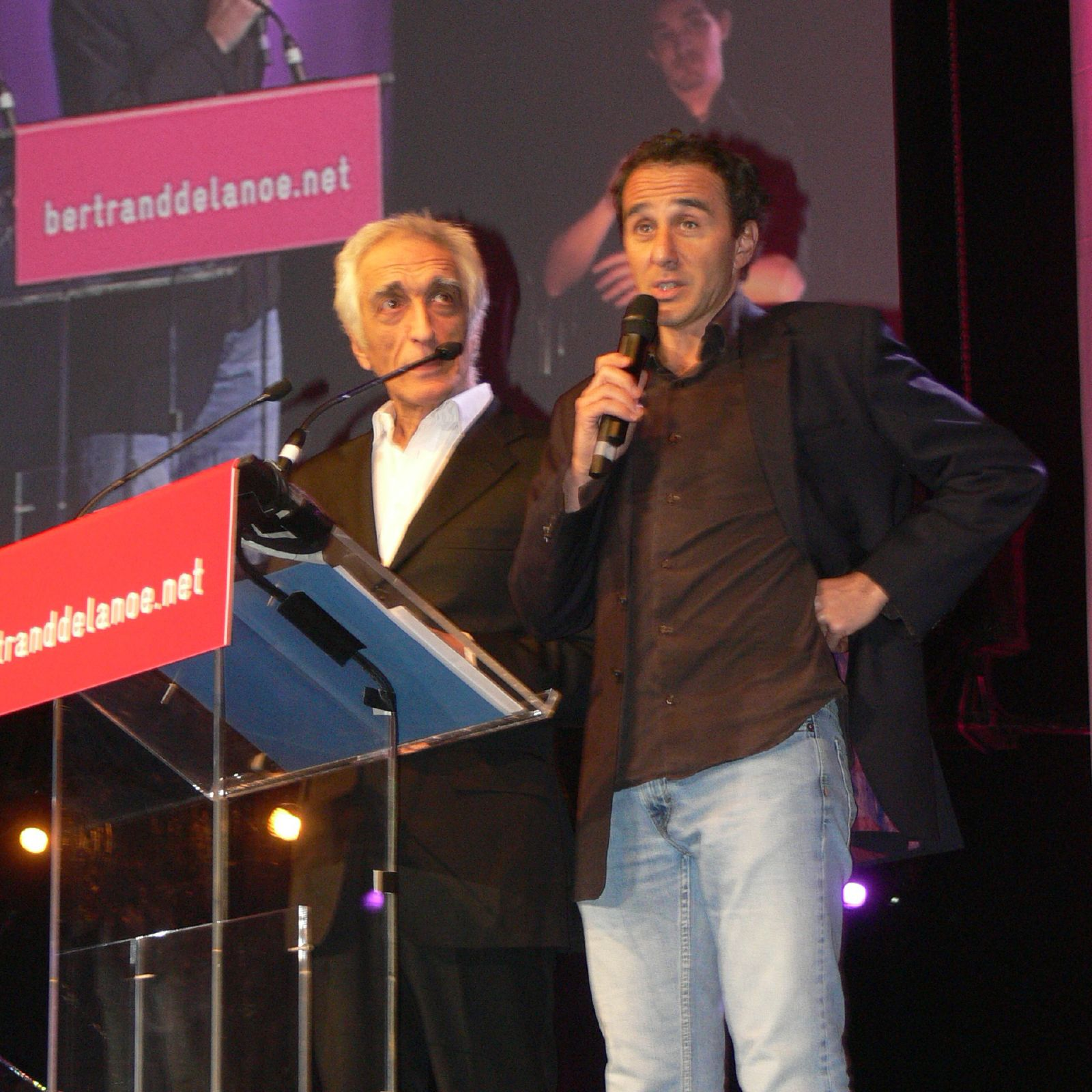
Élie Semoun aux côtés de l'acteur Gérard Darmon lors d'un meeting de Bertrand Delanoë, en février 2008.

Il soutient Bertrand Delanoë durant la campagne municipale de 2001 à Paris, et Lionel Jospin lors de l'élection présidentielle de 2002.
Lors de l'élection présidentielle de 2007, Élie Semoun signe une pétition en défaveur de Ségolène Royal et participe à plusieurs meetings contre la candidate socialiste, avec son ami Bertrand Delanoë[réf. nécessaire].
En 2016, il fait partie des célébrités françaises à avoir publiquement exprimé leurs craintes et leurs déceptions à l'annonce de la victoire de Donald Trump lors de la présidentielle américaine de 2016,.
En vue du second tour de l'élection présidentielle de 2017, il annonce sur Twitter voter en faveur d'Emmanuel Macron pour contrer Marine Le Pen, choix qui a été critiqué par certains internautes.
Il soutient de nouveau Emmanuel Macron à l'élection présidentielle de 2022. En 2024, très engagé contre LFI, il fait une blague sur Mathilde Panot qu'il compare à une otarie sur Antenne-Réunion.

### Engagements associatifs
Depuis 2020, Élie Semoun est engagé aux côtés de la Fondation pour la recherche médicale (FRM) en faveur de la lutte contre la maladie d'Alzheimer, dont souffrait son père et dont il a notamment témoigné à travers son documentaire Mon Vieux, co-réalisé en 2020.

## Polémiques
En avril 2016, il poste une vidéo sur Twitter en exprimant sa déception à n'être confronté qu'à des champs de vache : « Il y a quatre jours, je jouais à Tahiti. Aujourd'hui je suis de retour en France. Je suis heureux, je suis au fond du trou du cul du monde comme on peut dire. Et ben tant pis… ». Le président de l'évènement culturel a annoncé aux médias locaux qu'il allait demander réparation à l'artiste via une ristourne sur le prix de sa prestation, à la suite de cette vidéo jugée « déplacée ». Élie Semoun réagit avec sa société en déclarant que sa vidéo avait été « mal interprétée » et qu'il ne s'agissait que d'une « boutade ».
Le 25 avril 2024, lors de la guerre à Gaza, une manifestation a eu lieu en soutien à la Palestine. Les étudiants pro-palestiniens sont descendus dans la rue, les mains peintes en rouge, ce qui n'a pas plu à Élie Semoun qui a dit dans une story Instagram « Bande de crétins incultes qui font la promotion du Hamas qui refuse le cessez-le-feu, qui vole l’argent destiné aux Palestiniens, qui les tient en otage, etc. Quand ils seront en France, on les enverra les recevoir ». En 25 avril 2024, il est menacé de mort à la suite de cette phrase. Élie Semoun porte plainte pour menaces de mort.

## Théâtre

### Spectacles

#### En duo avec Dieudonné
- 1991 : Élie et Dieudonné, mise en scène de Pascal Légitimus
- 1996 : Élie et Dieudonné en garde à vue

#### En solo

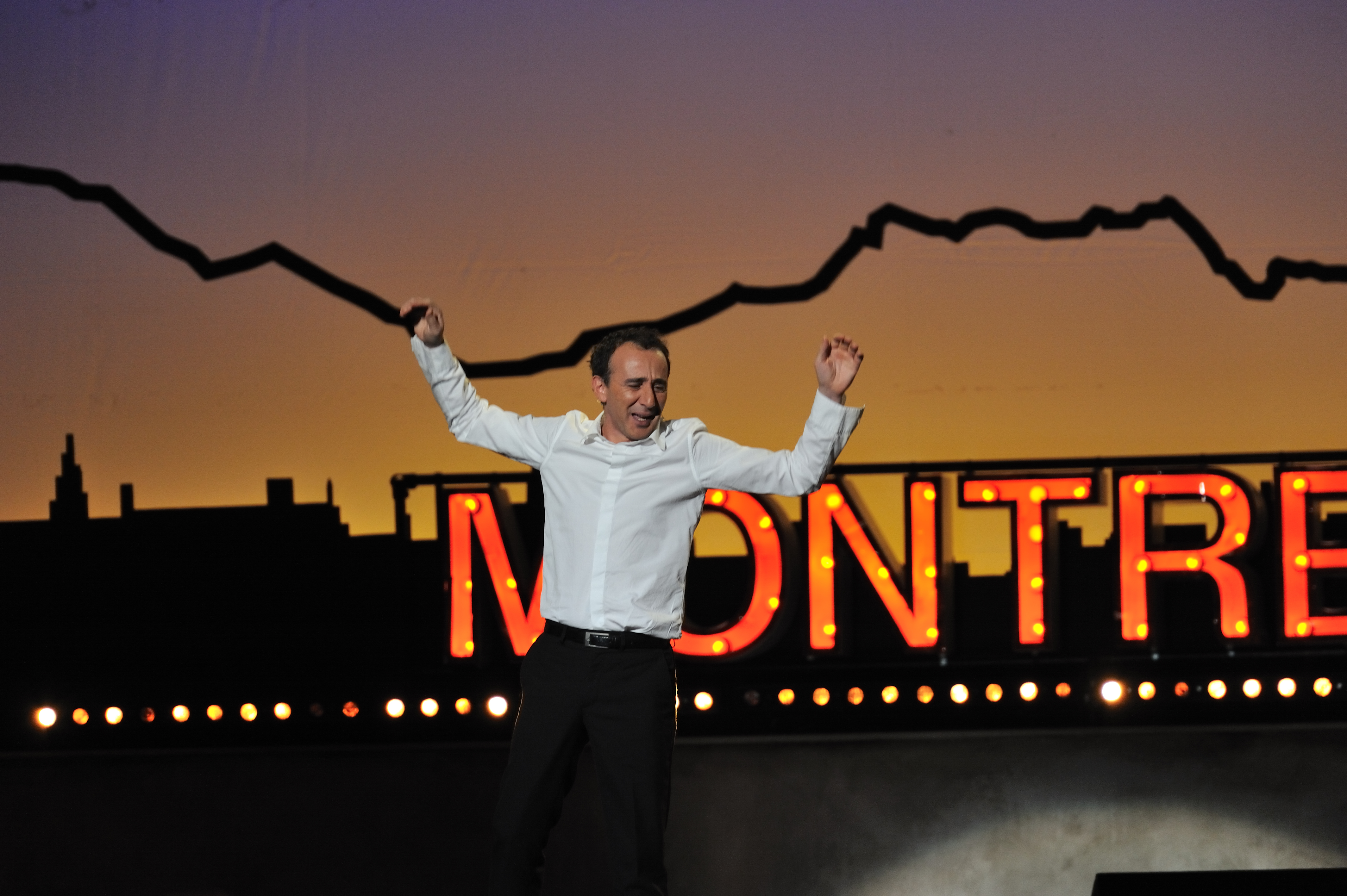
Élie Semoun au festival de l'humour de Montreux 2010.

- 1999 : Élie et Semoun, mise en scène de Muriel Robin
- 2002 : Élie Semoun, mise en scène de Roger Louret
- 2005 : Élie Semoun se prend pour qui ?, mise en scène de Roger Louret[69]
- 2008 : Merki…, mise en scène de Roger Louret
- 2012 : Tranches de Vies, mise en scène de Muriel Robin[70]
- 2015 : À partager, mise en scène de Roger Louret[71]
- 2019 : Élie Semoun et ses Monstres

### Pièces de théâtre

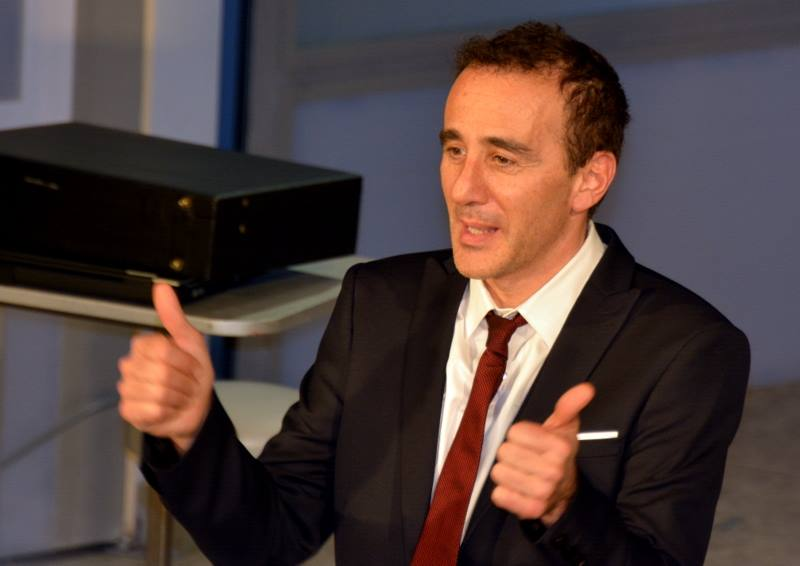
Élie Semoun à la fin d'une représentation du Placard.

- 2012 : Tartarin de Tarascon de Jérôme Savary, mise en scène de l'auteur, Théâtre André Malraux à Rueil-Malmaison[72]
- 2012 : Inconnu à cette adresse de Kressmann Taylor, mise en scène de Delphine de Malherbe, théâtre Antoine-Simone Berriau
- 2014 : Le Placard de Francis Veber, mise en scène de l'auteur, Théâtre des Nouveautés[73]
- 2023 : Suite royale de Judith Elmaleh et Hadrien Raccah, mise en scène Bernard Murat, avec Julie de Bona au théâtre de la Madeleine

## Filmographie
Sauf indication contraire, les informations mentionnées dans cette section peuvent être confirmées par les bases de données cinématographiques IMDb et Allociné,  présentes dans la section « Liens externes ».

### Comme acteur

#### Télévision
- 1988-1991 : Vivement lundi !
- 1989 : Pause-café pause-tendresse (3e épisode) de Serge Leroy : Alberto
- 1990 : Édouard et ses filles de Michel Lang
- 1992 : Maguy (saison 8 épisodes 1 : Les délinquants sont éternels) : JR
- 1994 : L'avis des bêtes : une certaine idée de la France ; émission spéciale sur France 2, en duo avec Dieudonné et avec la participation d'autres artistes.
- 1996 : François Kléber : l'embrouilleur
- 1996 : Maigret, épisode Maigret tend un piège : le journaliste Rougin
- 2001 - 2002 : Caméra Café (5 épisodes) : Jean-Louis Lezen, l'agent de sécurité
- 2002 : Si j'étais lui de Philippe Triboit
- 2002 : 22 minutes chrono, épisode Mr Pringles veut jardiner : lui-même
- 2004 : Kaamelott, 5 épisodes : le répurgateur
- 2008 : Rien dans les poches de Marion Vernoux
- 2010 : Un divorce de chien de Lorraine Lévy : Julien
- 2011 : Very Bad Blagues de Palmashow (épisode 58)
- 2012 : Bref de Kyan Khojandi (épisode 53) : le mec qui fait des fausses petites annonces
- 2013 : Hitchcock by Mocky, épisode Selon la loi
- 2013 : Nos chers voisins fêtent l'été : Ludovic Frantini
- 2013 : Y'a pas d'âge
- 2013 : La Télé commande
- 2013 : What Ze Teuf, 2 épisodes : lui-même
- 2014 : Scènes de ménages : le concierge malpoli de Marion et Cédric
- 2014 : Les Impitchables
- 2015 (de septembre à décembre) : Touche pas à mon poste ! (émission de télévision), chronique Les Petites Annonces du poste
- 2017 : Les Pêcheurs, saison 5, épisode 4
- 2018 : Peplum : La Folle histoire du mariage de Cléopâtre de Maurice Barthélemy
- 2020 : I Love You coiffure de Muriel Robin : M. Gomez
- 2021 : Capitaine Marleau, épisode L'Homme qui brûle de Josée Dayan
- 2022 : Ils s'aiment... enfin presque ! d'Hervé Brami : Philippe
- 2022 : Arnaud Ducret dans tous ses états (TF1) (diffusion début juillet 2022)[74]
- 2022 : Tous Inconnus de Nicolas Hourès : Lui-même
- 2022 : 1H30 Max de Léo Grandperret : Elie
- 2023 : L'Incroyable Embouteillage de David Charhon : Jean-Etienne
- 2023 : Un gars, une fille (au pluriel) sur TF1 : Un gars

#### Cinéma

##### Longs métrages
- 1995 : Les Trois Frères de Bernard Campan et Didier Bourdon : Brice
- 1995 : Les Bidochon de Serge Korber : René
- 1996 : Tout doit disparaître de Philippe Muyl : Gérard Piche, le romancier
- 1997 : Les Démons de Jésus de Bernie Bonvoisin : Gérard
- 1997 : Le Clone de Fabio Conversi : Thomas
- 1997 : Que la lumière soit ! de Arthur Joffé: Dieu le magasinier
- 1998 : Charité biz'ness de Thierry Barthes : Momo/Massipu
- 1998 : Les Grandes Bouches de Bernie Bonvoisin : Fichier
- 1998 : Stringer de Klaus Biedermann : Filo
- 1999 : L'Ami du jardin de Jean-Louis Bouchaud
- 1999 : Les Parasites de Philippe de Chauveron : le brigadier Max Schmitt
- 1999 : Love Me de Lætitia Masson : l'amoureux
- 2000 : Old School de Karim Abbou et Kader Ayd : le dealer, frère de Ramzy
- 2000 : Deuxième Vie de Patrick Braoudé : Steve Michaud
- 2002 : Si j'étais lui de Philippe Triboit : Tristan
- 2003 : Les Clefs de bagnole de Laurent Baffie : lui-même
- 2003 : People de Fabien Onteniente : Cyril Legall
- 2004 : Casablanca Driver de Maurice Barthélémy : monsieur X
- 2004 : Les Dalton de Philippe Haïm : Le Docteur Doxey / le douanier
- 2004 : La vie de Michel Muller est plus belle que la vôtre de Michel Muller : lui-même
- 2005 : Iznogoud de Patrick Braoudé : un prince
- 2005 : Il était une fois dans l'Oued de Djamel Bensalah : le maitre d'hôtel
- 2005 : Riviera de Anne Villacèque : Romansky
- 2005 : Aux abois de Philippe Collin : Paul
- 2008 : Astérix aux Jeux olympiques de Frédéric Forestier et Thomas Langmann : le juge Omega
- 2008 : 15 ans et demi de Thomas Sorriaux et François Desagnat : l'automobiliste vindicatif
- 2009 : Cyprien de David Charhon : Cyprien (également co-scénariste)
- 2009 : Bancs publics (Versailles Rive-Droite) de Bruno Podalydès : le dragueur
- 2009 : Neuilly sa mère ! de Gabriel Julien-Laferrière : un huissier de justice
- 2010 : La Chance de ma vie de Nicolas Cuche : Philippe Markus
- 2011 : L'Élève Ducobu de Philippe de Chauveron : Gustave Latouche / Ghislaine Latouche
- 2012 : Les Vacances de Ducobu de Philippe de Chauveron : Gustave Latouche / Ghislaine Latouche
- 2012 : Les Kaïra de Franck Gastambide : lui-même
- 2014 : Les Trois Frères : Le Retour de Didier Bourdon et Bernard Campan : monsieur Gérard
- 2014 : Les Francis de Fabrice Begotti : le lieutenant de Gendarmerie Martineau
- 2014 : Qu'est-ce qu'on a fait au Bon Dieu ? de Philippe de Chauveron : le psychologue
- 2015 : Un village presque parfait de Stéphane Meunier : Denis
- 2018 : Le Doudou de Julien Hervé et Philippe Mechelen : Gouthard
- 2018 : Neuilly sa mère, sa mère ! de Gabriel Julien-Laferrière : l'huissier de justice
- 2018 : Les Déguns de Cyrille Droux et Claude Zidi Junior : l'homme au cyclo
- 2020 : Ducobu 3 de lui-même : Gustave Latouche
- 2021 : Les Méchants de Mouloud Achour et Dominique Baumard : le présentateur paris en ligne
- 2021 : 8 Rue de l'Humanité de Dany Boon : un flic
- 2021 : Haters de Stéphane Marelli : Monsieur Hafner
- 2022 : La Très Très Grande Classe de Frédéric Quiring : Raf
- 2022 : Ducobu président ! de lui-même : Gustave Latouche / Ghislaine Latouche
- 2022 : Classico de Nathanaël Guedj et Adrien Piquet-Gauthier : Ernest
- 2024 : Ducobu passe au vert de lui-même : Gustave Latouche / Ghislaine Latouche
- 2024 : On aurait dû aller en Grèce de Nicolas Benamou : Capitaine Fiama
- 2024 : Ma famille chérie d'Isild Le Besco : Jean-Luc
- 2025 : Le Jardinier de David Charhon : Dr Rouma

##### Courts métrages
- 1985 : Poussière d'étoiles d'Agnès Merlet
- 1988 : Toilette-Zone de Laurence Arcadias
- 1991 : Noir dessin de Jean Heches
- 2000 : Le Truc de Stéphane Bélaïsch
- 2007 : Dominique Laffin, portrait d'une enfant pas sage, de Laurent Perrin
- 2012 : L'Âge de glace 4 : Élie Semoun visite Blue Sky (documentaire diffusé le 24 juin 2012 sur Gulli)[75]
- 2014 : Ma pire angoisse de Vladimir Rodionov : le médecin

#### Vidéo
- Les Petites Annonces d'Élie, série dans laquelle Élie Semoun - également réalisateur et scénariste - interprète en solo, puis en duo avec Franck Dubosc

#### Doublage

##### Voix originale
- 2005 : Pollux, Le Manège enchanté de Dave Borthwick : Zébulon
- 2010 : Allez raconte ! de Jean-Christophe Roger : Éric
- 2011 : Émilie Jolie de Francis Nielsen et Philippe Chatel : Belzébuth / le Prince Charmant
- 2014 : Astérix : Le Domaine des dieux d'Alexandre Astier : Cubitus et le chef de la cohorte romaine
- 2016 : Coquilles de Tom Roginski et Christophe Lemoine (websérie) sur Studio 4 : Dan[76]
- 2018 : Astérix : Le Secret de la potion magique : Cubitus
- 2022 : Vaillante : le capitaine Neil et le vendeur de cornichons

##### Version française

###### Cinéma
- 1992 : Mon cousin Vinny : Mitchell Whitfield
- 1994 : Le Grand Saut de Joel et Ethan Coen : Buzz
- 1995 : Pocahontas : Une légende indienne : Wiggins
- 2002 : L'Âge de glace de Chris Wedge : Sid
- 2002 : Gouille et Gar de Gamer (court métrage) : Gouille
- 2005 : Robots de Chris Wedge : Fender
- 2006 : L'Âge de glace 2 de Carlos Saldanha : Sid
- 2006 : Le Petit Monde de Charlotte de Gary Winick : Rat Templeton
- 2008 : Sid : Opération survie (court métrage) : Sid
- 2009 : L'Âge de glace 3 : Le Temps des dinosaures : Sid
- 2010 : Le Voyage extraordinaire de Samy de Ben Stassen : Ray adulte
- 2011 : Scrat's continental crack up-part 2 (court métrage) : Sid
- 2011 : Animaux et Cie de Reinhard Klooss et Holger Tappe : Billy
- 2012 : L'Âge de glace 4 : La Dérive des continents : Sid
- 2012 : Sammy 2 de Ben Stassen : Ray adulte
- 2014 : Khumba : le suricate
- 2015 : Scrat-tastrophe cosmique ! (court métrage) : Sid
- 2016 : L'Âge de glace 5 : Les Lois de l'Univers : Sid
- 2019 : Pauvre Toutou ! : Terreur
- 2022 : L'Âge de glace : Les Aventures de Buck Wild : Sid

###### Télévision
- 1988 : Les Années collège : Joey Jeremiah (Pat Mastroianni)
- 2008 : Cars Toon
- 2011 : L'Âge de glace : Un Noël de mammouths (téléfilm) : Sid
- 2016: L'Âge de glace : La Grande Chasse aux œufs (téléfilm) : Sid

###### Jeux vidéo
- 1998 : Dreamcast : voix-off de la publicité promotionnelle de la console Sega (« Jusqu'à six milliards de joueurs »)
- 2003 : Rayman 3: Hoodlum Havoc : les Ptizêtres, voix additionnelles

## Vidéos
- Les Petites Annonces d'Élie, série dans laquelle Élie Semoun joue également en solo, puis en duo avec Franck Dubosc. De nombreux autres artistes apparaissent en invités.

### VHS
- 1995 : Les Petites Annonces d'Élie
- 1995 : Les petites annonces d'Élie, volume 2
- 1997 : Les Petites Annonces d'Élie, volume 3
- 1998 : Les Petites Annonces d'Élie : volume 4 : la compil (Jackpot, 12 super annonces inédites)

### DVD
- 2000 : Élie annonce Semoun, 5e volume des petites annonces (55 petites annonces)
- 2002 : Les Petites Annonces d'Élie l'intégrale, l'intégrale des 3 premiers volumes sorti en VHS à la fin des années 1990 et les inédits du volume 4 (le best of des 3 premiers) (167 petites annonces)
- 2003 : Élie annonce Semoun, la suite, 6e volume des petites annonces
- 2007 : Élie annonce Semoun, la suite de la suite, 7e volume des petites annonces (56 petites annonces)
- 2008 : Les Petites Annonces d'Élie (l'essentiel) (plus de 160 petites annonces)
- 2009 : Sortie du coffret de l'intégrale des petites annonces à Cyprien[Quoi ?]
- 2009 : Sortie du spectacle Merki ![Quoi ?]
- 2012 : Sortie du spectacle Tranches de vies[Quoi ?]
- 2017 : Sortie de À partager[Quoi ?]

### Comme réalisateur

#### Cinéma
- 2020 : Ducobu 3
- 2022 : Ducobu Président !
- 2024 : Ducobu passe au vert

#### Télévision
- 2020 : Mon vieux (documentaire télévisé coréalisé avec Marjory Déjardin)

## Radio
Élie Semoun collabore à la radio dans :
- En juillet 2016 : En duo avec Dieudonné sur Radio Nova[77].
- Depuis juillet 2016 : Les Petites Annonces sur RTL [78].
- Depuis février 2016 : Les Grosses Têtes[79].

## Discographie

### Albums studios
- 2003 : Chansons
- 2007 : Sur le fil
- 2018 : Des paroles en l'air[57]

## Publications

### Bandes dessinées
- Les Annonces en BD (bande dessinée), Éditions Jungle :
  - Tome I, Si tu es blonde…, 2004[80].
  - Tome II, J'suis choooquée, 2005[81].
  - Best of, 2009.
- Élie Semoun se prend pour qui ? (bande dessinée), Éditions Jungle, 2006[82].
- Kévina, Mikeline, Toufik et les autres…, Fetjaine, 2008[83].

### Ouvrages
- Je grandirai plus tard : autobiographie, Paris, Flammarion, 2013, 223 p. (ISBN 978-2-08-130957-9 et 2-08-130957-2, OCLC 879444066)
- Pelouse interdite, Paris, Ulmer, 2018, 189 p. (ISBN 978-2-84138-984-1 et 2-84138-984-7, OCLC 1078664540)
- Compter jusqu'à toi, Éditions Robert Laffont, 2022, 240 p. (ISBN 978-2221265437)

## Publicités
En 2008, Élie Semoun apparait sous le costume de cinq personnages de ses petites annonces dans une douzaine de films publicitaires pour les minis Carambar.
En 2010, sur le modèle de ses célèbres petites annonces, Élie Semoun crée pour la marque Fanta un nouveau personnage comique, le Professeur Kassos. Ce dernier est le personnage central d’une série de huit sketchs vidéos diffusée sur la chaîne YouTube de la marque ainsi que dans certains cinémas. La même année, il prête sa voix à une série de spots radios pour Lapeyre.
Le fabricant néerlandais de GPS TomTom s'est également associé à Élie afin que ce dernier prête sa voix aux différents GPS. Il a donc enregistré les voix de différents personnages (Julien, Kevina, Toufik, Mikeline et bien entendu Élie) de ses sketchs.
À partir de 2017, il apparaît dans les pubs de la marque Kinder Bueno.

## Distinctions
- Festival international du film de comédie de Liège 2019 : Crystal Comedy Award d'honneur[90]